# سنبارة
سنبارة إحدى قرى مركز المحلة الكبرى التابع لمحافظة الغربية بجمهورية مصر العربية.

## التاريخ
قرية سنبارة من القرى القديمة، حيث وردت باسم «سنباره» في أعمال الغربية ضمن قرى الروك الصلاحي التي أحصاها ابن مماتي في كتاب قوانين الدواوين، كما وردت باسم «سنباره» في أعمال الغربية ضمن قرى الروك الناصري التي أحصاها ابن الجيعان في كتاب «التحفة السنية بأسماء البلاد المصرية». لما أنشئ مركز بيلا في سنة 1938 فصلت القرية عن مركز المحلة ضمت له، ثم عادت إلى مركز المحلة سنة 1943.

## التعليم
تصل نسبة الأمية في القرية إلى 43.91% بين من تجاوزوا العاشرة من عمرهم، بينما تصل نسبة من حصلوا على تعليم جامعي إلى 1.7% من جملة السكان.

## السكان
بلغ عدد سكان سنبارة 9230 نسمة حسب تقدير عام 2018.
| السنة  | 1882 | 1897 | 1907 | 1927 | 1947 | 1960 | 1976 | 1986 | 1996 | 2006  | 2018 |
| ------ | ---- | ---- | ---- | ---- | ---- | ---- | ---- | ---- | ---- | ----- | ---- |
| القرية | 614  | 887  | 1088 | 1463 | 1606 | 3143 | 4024 | 4604 | 5823 | 6,808 | 9230 |